# Heartstopper (novela gráfica)
Heartstopper es un webcómic y novela gráfica juvenil escrita e ilustrada por la escritora británica Alice Oseman. La trama gira en torno de Charlie Spring, que tras conocer a Nick Nelson desarrollan una amistad y se enamoran.
Inició como webcómic en 2016 y el primer volumen fue autopublicado por Oseman en 2018. Como novela gráfica publicada por la editorial Graphix está publicada en cinco tomos: el volumen uno (2019), el volumen dos (2019), el volumen tres (2020), el volumen cuatro (2021) el volumen cinco (7 de diciembre de 2023) y un volumen seis (sin fecha prevista). El pasado 5 de abril, la autora publicó un vídeo a su instagram donde confirmó la fecha de publicación del quinto volumen y la ampliación a un sexto y último volumen. A pesar de haber confirmado anteriormente que el último volumen sería el quinto, tomó la decisión de ampliarlo porque quería contar una historia muy extensa, lo que en solo un tomo, sería muy denso.

## Personajes principales del libro
- Charles «Charlie» Spring es el coprotagonista de la novela y novio de Nick. Tiene quince años y va en décimo año en la escuela Truham.[5]
- Nicholas «Nick» Nelson es el otro coprotagonista de la novela y novio de Charlie. Tiene dieciséis años y va en undécimo año en la misma escuela que Charlie.[5]
- Tao Xu es el amigo sobreprotector de Charlie.[5]
- Victoria «Tori» Spring es la hermana mayor de Charlie.[5]
- Elle Argent es una chica transexual, amiga de Charlie.[5] Está en undécimo año en la escuela Higgs.
- Tara Jones es compañera de escuela de Elle y novia de Darcy.[5]
- Darcy Olsson es compañera de escuela de Elle y novia de Tara.[5]
- Aled Last es el amigo de Charlie.[5]

## Historia del libro

### Desarrollo
Alice Oseman comenzó a publicar Heartstopper como webcómic en Tumblr y Tapas en 2016. Obtuvo muchos seguidores y Oseman decidió autoeditar una tirada limitada de copias físicas de los dos primeros capítulos. El 20 de junio de 2018, lanzó una campaña en Kickstarter para ayudar a financiar la publicación y, en dos horas, alcanzó el compromiso previsto. En octubre de 2018, Hachette Children's Group (HCG) adquirió los derechos de publicación física de los dos primeros volúmenes de la novela. En enero de 2019 HCG adquirió además los derechos del tercer y cuarto volumen de la novela.

### Publicación
El primer volumen se publicó el 7 de febrero de 2019, seguido del segundo volumen el 11 de julio del mismo. Los volúmenes tercero y cuarto se publicaron el 6 de febrero de 2020 y el 6 de mayo de 2021, respectivamente. El lanzamiento del quinto volumen está previsto para el 7 de diciembre de 2023.

## Críticas
The National elogió las novelas por su capacidad de «capturar la atención a través de las pequeñas historias que componen la vida» en lugar de giros en la trama y drama pesado; denominó a su historia como «infinitamente acogedora con personajes que parecen amigos de la vida real» y destacando el buen tratamiento del tema de la salud mental en las novelas.
Publishers Weekly dijo que el «ritmo pausado y el enfoque en los eventos cotidianos de las novelas permite que la relación de los personajes se desarrolle de una manera natural y relatable» y afirmó que el estilo artístico complementaba el tono de la historia.
Kirkus Reviews afirmó que la ubicación de los paneles y sus bordes en el volumen uno de las novelas «evita que los gráficos visuales se vuelvan estéticamente obsoletos» y que las letras escritas a mano refuerzan el tono humano de la historia. Resumieron la novela como «un adorable diario de golpes en el estómago del amor». Kirkus Reviews dijo sobre el volumen dos que retuvo el estilo distintivo de las ilustraciones presentes en el primer volumen y que sus transiciones entre paneles añadieron un toque creativo; elogió a los personajes y describió la historia como «increíblemente adorable de principio a fin».
Kelley Gile revisó el Volumen Uno en el School Library Journal, elogiando el diálogo, las expresiones faciales detalladas en el arte y una «fuente que imita la escritura a mano [que agrega] un factor de adorabilidad».
Alaine Martaus del Bulletin of the Center for Children's Books respecto al volumen uno de la novela gráfica elogió los dibujos simples que, según ella, «mantienen gran parte del enfoque en rostros y teléfonos, reforzando una profunda conexión interpersonal en el corazón de la historia» y describió el libro como una «serie de viñetas encantadoras». En otra revisión para el volumen dos, Martaus reiteró sus comentarios anteriores y dijo que la narración del segundo volumen «se mueve sin esfuerzo desde el llanto conmovedor hasta momentos dignos de risa y conmovedores romances».

## Premios y reconocimientos
- The A.V. Club incluyó al webcómic en una lista de «Los mejores cómics del 2018».[15]
- El volumen tres ganó el Goodreads Choice Awards 2020 a «mejor novela gráfica».[16][17]
- The Guardian incluyó al volumen cuatro de las novelas gráficas en la lista de «Los mejores libros para niños de 2021» al calificarlo como una «mirada alegre y tierna al primer amor y las relaciones con un elenco inclusivo».[18]

## Adaptación
See-Saw Films adquirió los derechos de autor para una adaptación de una serie de televisión de los primeros dos volúmenes de las novelas gráficas en 2019. En enero de 2021, Netflix dio luz verde a la producción con una temporada que consta de ocho capítulos. Se estrenó el 22 de abril de 2022. El 20 de mayo del mismo año se renovó la serie para una segunda y tercera temporada.